# Alimentazione elettrica
L'alimentazione elettrica è quel tipo di erogazione di energia derivante direttamente dalla elettricità e utilizzata al fine di fornire una potenza necessaria per fare funzionare un utilizzatore elettrico, da non da confondersi con l'apparecchio elettrico. La maggior parte degli elettrodomestici preleva la tensione di rete a 230 V attraverso la spina elettrica dalla rete elettrica, ma di fatto funziona a bassissima tensione, infatti all'interno è presente un trasformatore che abbassa la tensione di esercizio a poche decine di volt.

## Generalità
Essa avviene tramite dei cavi elettrici – detti cavi di alimentazione – in un impianto elettrico spesso viene incluso nella cavetteria all'acquisto, così come le spine elettriche e le prese multiple. ha lo scopo di fornire energia elettrica nella forma della tensione desiderata, nelle reti domestiche solitamente è una tensione pari a 230 V nominali in forma alternata con una frequenza di esercizio di 50 Hz (si legga 50 Hertz).
La caratteristica principale di una alimentazione elettrica di tipo domestico è la sua potenza nominale erogabile volgarmente chiamata potenza installata o potenza impegnata.
L'alimentazione eroga una potenza (costituita dal passaggio della corrente), tutti gli utilizzatori hanno una potenza di targa, un utilizzatore per poter funzionare usa la potenza, non la consuma, a consumarsi è l'energia (di un combustibile o altra forma di energia come l'energia del vento, della luce solare, dell'acqua in caduta ecc.) presente a monte di tutto il sistema che il generatore converte in energia elettrica. L'energia elettrica si manifesta attraverso il passaggio di elettroni nei cavi, per garantire tale condizione è necessario che ci sia continuità elettrica tra la sorgente e l'utenza, noi paghiamo al fornitore dell'energia (per es. in Italia l'ENEL) il movimento degli elettroni, questo movimento di elettroni prende il nome di corrente elettrica.

### Caratteristiche tecniche
Le caratteristiche tecniche che definiscono una alimentazione elettrica sono le seguenti:
- Sistema di distribuzione
- Tensione di esercizio
- Tipologia della tensione (CC, CA, rampa, onda quadra, sinusoidale, ecc.)
- Frequenza di esercizio (se alternata)
- Potenza nominale erogabile
- Caduta di tensione ammissibile nel punto di consegna
- Corrente di corto circuito nel punto di consegna
- Range di tolleranza (in %) sul valore della tensione nominale, solitamente ± 5%

Altre caratteristiche qualitative di una alimentazione elettrica che determinano l'affidabilità la efficienza e la sicurezza sono:
- Continuità
- Autonomia
- Stabilità
- Pulizia della rete espressa in % (contenuto armonico THD)

Ci sono delle alimentazioni particolari come quelle derivanti da inverter per motori elettrici che hanno degli andamenti del segnale diverso da quello classico (sinusoidale) detti in gergo alimentazioni modulanti.
L'alimentazione modulante più conosciuta è quella a rampa.

### Tipologie
Le alimentazioni elettriche, sotto il profilo tecnico appena spiegato, sono essenzialmente di quattro tipi:
- La dinamo (trasformazione di energia meccanica in elettrica)
- L'alternatore (trasformazione di energia meccanica in elettrica)
- La batteria (trasformazione di energia chimica in elettrica)
- L'accumulatore (processo chimico di carica e scarica elettrica)

## Nel contesto impiantistico
Generalmente, nelle reti elettriche, a monte c'è sempre un alimentatore (generatore di questo tipo). Comunemente si definisce alimentazione quel punto fisico dove si preleva la tensione per avere poi il passaggio della corrente elettrica che determina poi la potenza richiesta in gioco.
In un appartamento, generalmente l'alimentazione elettrica per l'intero impianto di casa è il contatore di energia elettrica dell'ente fornitore; a sua volta all'interno della casa, la presa elettrica è il punto di alimentazione dove connettere i vari utilizzatori (elettrodomestici).
Il punto di alimentazione serve a fornire energia elettrica intesa come potenza elettrica. Nelle abitazioni civili le alimentazioni domestiche prevedono delle taglie che fanno riferimento a delle potenze commerciali tra cui le più diffuse sono:
- 3 kW (si legga tre chilowatt), la base;
- 4,5 kW
- 6 kW

L'energia elettrica che si utilizza nelle reti di bassa tensione per la distribuzione terminale (o finale) può essere di varia natura. Le tensioni che alimentano gli impianti elettrici in bassa tensione si dividono in due grandi famiglie quelle monofase e quelle trifase, a sua volta quelle trifase si distinguono in quelle a quattro conduttori (con neutro distribuito) e quelle a tre conduttori (senza neutro).
Comunque sopra certe potenze impegnate (9 kW) la fornitura dell'alimentazione elettrica avviene solo in trifase:

### Alimentazioni monofase
- AC 125 V (si legga volt in corrente alternata)
- AC 230 V (si legga volt in corrente alternata)
- DC 110 V (si legga volt in corrente continua)

### Alimentazioni trifase
- AC 125 V (si legga volt in corrente alternata)
- AC 230 V
- AC 400 V
- AC 660 V

## Alimentazione e Alimentatori
Esiste un errore tecnico di definizione a cui ormai siamo tutti abituati e a cui neanche più la letteratura tecnica fa caso: un alimentatore che a sua volta viene alimentato non è un alimentatore nella accezione meramente tecnica come sopra descritto, ma nel mondo commerciale ormai viene conosciuto in questa maniera ed il mondo tecnico si è adeguato.
Per intendersi, il motore di un'auto è alimentato dalla benzina, la benzina è lei stessa l'alimentazione prima del motore a scoppio e non viene a sua volta alimentata da qualcosa d'altro.
Un Uninterruptible Power Supply (UPS), detto anche gruppo statico di continuità, è un alimentatore in quanto ha un pacco batterie che in assenza di rete può alimentare la porzione d'impianto elettrico a cui è connesso, un gruppo elettrogeno con il suo motore endotermico a cui è associato un alternatore è un alimentatore in quanto in grado di generare energia elettrica in assenza di rete; un alimentatore "commercialmente detto", che deve essere alimentato per alimentare, non è un alimentatore, ma più propriamente un "convertitore".
Gli elettrodomestici sono alimentati direttamente dall'impianto elettrico domestico attraverso le spine, con la tensione di 230 V. La maggior parte degli elettrodomestici moderni è equipaggiata con componenti elettroniche che per funzionare richiedono una tensione continua di pochi volt. Questi elettrodomestici devono pertanto avere al loro interno un apparecchio in grado di convertire la tensione alternata a 230 V in tensione continua a bassa tensione (tipicamente compreso fra 5 e i 10 volt). L'apparecchio che svolge questa funzione è chiamato nel linguaggio comune alimentatore, ma come precedentemente illustrato sarebbe più idoneo chiamarlo convertitore.
Questo apparecchio al suo interno è costituito da diversi componenti; i principali sono:
- il trasformatore che adatta la tensione d'ingresso di 230 V alla tensione richiesta dai circuiti elettronici,
- il raddrizzatore che trasforma le semi onde negative in positive attraverso un ponte di diodi,
- i filtri che eliminano le fluttuazioni della tensione alternata stabilizzandola ad un valore prefissato.

### Generatori e Alimentatori
Proprio per questa sovrapposizione di significato, ormai consolidata, l'alimentatore è comunemente conosciuto come quel complesso di componenti (trasformatore, raddrizzatore, livellatore, ecc.) che adatta l'alimentazione da 230 V in A.C. alla bassissima tensione di esercizio (V6, V12, ecc.) in D.C. ; mentre le batterie, le dinamo, gli alternatori, gli accumulatori vengono intesi come generatori, ma di fatto sono i veri alimentatori.